# Гассер, Барбара
Барбара Гассер (нем. Barbara Gasser; род. 30 августа 1989, Брегенц, Австрия) — австрийская гимнастка, многократная чемпионка Австрии, участница Олимпийских игр (2012).
Родилась 30 августа 1989 года в Брегенце. Занимается спортивной гимнастикой с 1997 года. С 2003 года живёт и тренируется в городе Сарния (Онтарио, Канада), но при этом продолжает представлять Австрию. В 2012 году участвовала в Олимпийских играх в Лондоне. В индивидуальном многоборье показала 46-й результат среди 60 участниц, что не позволило ей пробиться в финальную часть соревнований.